# ADM Wild
Die ADM Wild Europe GmbH & Co. KG (Eigenschreibweise: ADM WILD) mit Sitz in Eppelheim bei Heidelberg ist ein Tochterunternehmen des US-amerikanischen Agrarrohstoffverarbeiters und Lebensmittelzutatenherstellers Archer Daniels Midland (ADM) und stellt Zutaten und Vorprodukte für die Lebensmittelindustrie her.

## Geschichte
Das Unternehmen wurde 1931 als Zick-Zack Werk Rudolf Wild in der Heidelberger Marstallstraße von Rudolf Wild und seiner Frau Leonie Wild gegründet und sechs Jahre später in das benachbarte Eppelheim verlegt. Zunächst produzierte die kleine Firma Tafelwasser, das ohne künstliche Zusatzstoffe auskam. Daneben auch natürliche Essenzen, Aromen und Grundstoffe für Limonadenhersteller. In Eppelheim erwarb Wild ein großes Gelände mit einem stark baufälligen Gebäude einer ehemaligen Glasfabrik. Dort stellte die Firma mit einer eigens dafür gekauften gebraucht Anlage elektrischen Strom selbst her. 1951 wurde die Limonadenmarke Libella eingeführt, ein Getränk auf natürlicher Fruchtsaftbasis. Im Jahre 1956 übernahm Wild die Hamburger SiSi-Werke, die vor dem Krieg einer der bedeutendsten Essenzenproduzenten Deutschlands waren und 1969 mit der Herstellung und dem Vertrieb von Capri-Sonne begannen.
1974 erfolgte der Einstieg von Hans-Peter Wild in das elterliche Unternehmen; dieser trieb kontinuierlich die internationale Expansion des Unternehmens und insbesondere der Marke Capri-Sonne voran und machte das ursprünglich deutsche Unternehmen zu einem weltweit tätigen Konzern.
Von 1975 bis 1996 arbeite Rainer Wild als geschäftsführender Gesellschafter im Unternehmen. In Vorbereitung auf einen möglichen Zugang zu den Kapitalmärkten verkaufte Hans-Peter Wild 2010 Anteile der Rudolf Wild GmbH & Co. KG an den Finanzinvestor Kohlberg Kravis Roberts & Co.(KKR); dabei wurde das Unternehmen als Tochter der Wild Flavors GmbH mit Sitz im schweizerischen Zug aufgestellt.
Im Juli 2014 verkauften Hans-Peter Wild und der US-Investor KKR die Schweizer Mutterfirma Wild Flavors GmbH und den in Nauen ansässigen Hersteller von Fruchtzubereitungen WILD Dairy Ingredients GmbH an den US-Konzern Archer Daniels Midland zu einem Preis von 2,3 Milliarden Euro. Für seinen Anteil von 65 Prozent des Kapitals erhielt Hans-Peter Wild rund 1,4 Milliarden Euro, KKR bekam für seine 35 Prozent 770 Millionen Euro. Zudem übernahm der neue Eigentümer Schulden in Höhe von 100 Millionen Euro.
Hans-Peter Wild blieb dabei alleiniger Inhaber der ARIOS Holding (heute: Capri Sun Group Holding AG), zu der unter anderem die Deutschen SiSi-Werke, die Capri Sun AG (somit alle unter der Marke Capri-Sonne bzw. Capri-Sun weltweit tätigen Unternehmen) und die INDAG GmbH & Co. Betriebs KG (heute: Pouch Partner GmbH), dem Technologie-Tochterunternehmen von Wild, gehören.
Weltweit waren bei Wild etwas mehr als 2400 Mitarbeiter tätig (Stand: 2014). Das Unternehmen beschäftigt im Stammwerk in Eppelheim sowie am Standort Berlin insgesamt mehr als 1100 Mitarbeiter (Stand: 2023).

## Produkte
Das Produktportfolio umfasst Komplettlösungen wie Fruchtsaftkonzentrate, Mischungen und Getränkegrundstoffe sowie weitere Lebensmittelzutaten, darunter natürliche Aromen und Extrakte, Minzöle und Minzaromen, Farben aus natürlichen Quellen, Süßungssysteme und „Specialty Ingredients“. Mit den Produkten beliefert die Wild Flavors die Märkte für Getränke, Molkereiprodukte, Süß- und Backwaren sowie Eiscreme, in den USA und Kanada auch die Märkte für Zerealien, Snacks und Fertiggerichte.

## Produktionsstätten

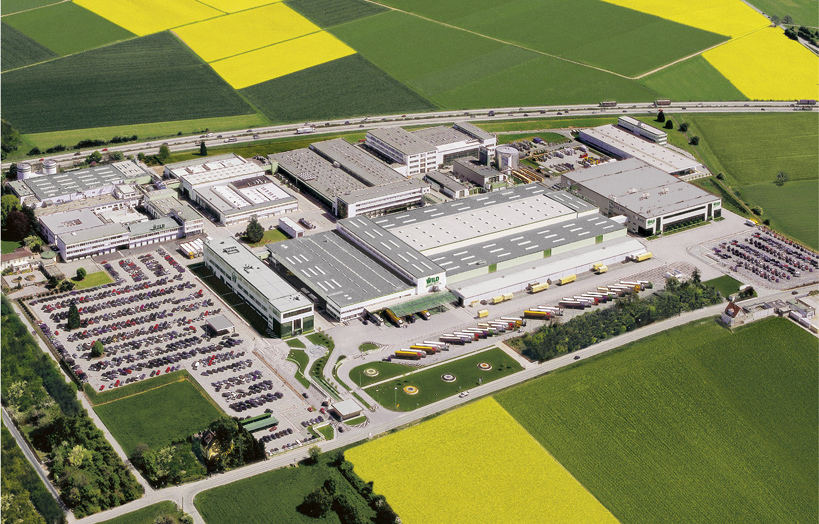
Wild-Stammwerk in Eppelheim an der Bundesautobahn A5

Produktionsstätten von Wild liegen in:
- Deutschland: Eppelheim, Berlin, Nauen,
- Brasilien: Manaus,
- den Niederlanden: Amsterdam,
- den USA: Beloit, Cincinnati, Kalamazoo, Port Elizabeth (Cumberland County)
- Kanada: Toronto,
- Italien: Parma,
- Spanien: Valencia,
- Polen: Mrągowo, Karaś, Szymbark,
- China: Peking,
- den Vereinigten Arabischen Emiraten: Dubai,
- Japan: Chiba, Kashima,
- und Indien: Tarapur.

## Sponsoring
1980 übernahm die Firma Wild das 1973 gegründete belgische Radsportteam Ijsboerke. Während Wilds Beteiligung gewann es als Team Capri Sonne unter anderem drei Etappen der Tour de France. 1982 wurde das Radsportteam aufgelöst.